# Heufelden
Heufelden ist (mit dem Weiler Blienshofen) ein Teilort der Großen Kreisstadt Ehingen (Donau) im Alb-Donau-Kreis in Baden-Württemberg. Das Dorf wurde im Jahr 1972 nach Ehingen eingemeindet. Ortsvorsteherin ist Elisabeth Heimbach (Stand: 2024).

## Geschichte
Die erste sichere Erwähnung des Dorfes stammt aus dem Jahr 1324. Der Ort gehörte den Grafen von Berg. Zusammen mit Ehingen, Schelklingen und Berg ging Heufeldens Oberhoheit im Jahr 1343 an Österreich über. Unter diesem hatte es verschiedene Herren. Die Hoch- und Blutgerichtsbarkeit lag bei der Stadt Ehingen. Die Niedergerichtsbarkeit war unter mehrere Besitzer aufgeteilt. Im Jahr 1805 wurde Heufelden an das Königreich Württemberg gegeben.
Die Dorfkapelle wurde im Jahr 1374 erstmals erwähnt. Sie war stets eine Filiale der Ehinger Stadtpfarrei St. Blasius und ist dem heiligen Gangolf geweiht. Vom ersten Kapellenbau im 14. Jahrhundert soll der untere Teil des Turmes stammen.
Heufelden wurde zum 1. Oktober 1972 nach Ehingen eingemeindet und ist dort einer von heute 17 Teilorten.

## Politik

### Ortschaftsrat
Dem Ortschaftsrat gehören nach der Kommunalwahl vom 9. Juni 2024 mit der Ortsvorsteherin als Vorsitzende neun Mitglieder an.
| Partei            | Stimmen | Sitze |
| Freie Bürgerliste | 52,84 % | 5     |
| Bürger 99         | 47,16 % | 4     |

## Persönlichkeiten
- August Renz (1885–1954), Politiker (Zentrum), kommissarischer Landrat des Landkreises Ehingen und Bürgermeister von Heufelden